# Плезант Хил (Пенсилванија)
Плезант Хил (енгл. Pleasant Hill) насељено је место без административног статуса у америчкој савезној држави Пенсилванија.

## Демографија
По попису из 2010. године број становника је 2.643, што је 342 (14,9%) становника више него 2000. године.
| Група             | 2000.         | 2010.         |
| Белци             | 1.956 (85,0%) | 1.818 (68,8%) |
| Афроамериканци    | 51 (2,2%)     | 185 (7,0%)    |
| Азијати           | 35 (1,5%)     | 76 (2,9%)     |
| Хиспаноамериканци | 229 (10,0%)   | 572 (21,6%)   |
| Укупно            | 2.301         | 2.643         |